# شناورسازی کف

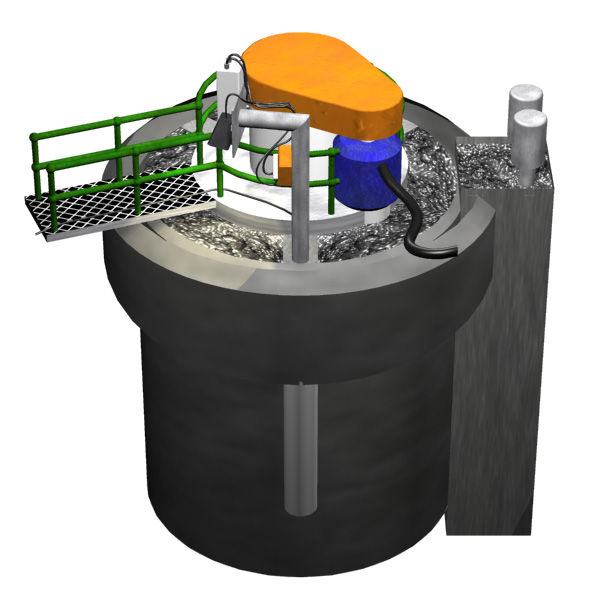
تصویر شماتیک یک سلول شناور استوانه ای با دوربین و نور مورد استفاده در تجزیه و تحلیل تصویر از سطح آن.

شناورسازی کف یا فلوتاسیون فرایندی برای جداسازی مواد آبگریز از آب دوست است. این فرایند در صنایع فرآوری مواد معدنی، بازیافت کاغذ و صنایع تصفیه فاضلاب استفاده می‌شود. از نظر تاریخی، این فرایند اولین بار در صنعت معدن استفاده شد، جایی که یکی از فناوری‌های قدرتمند قرن بیستم بود. همچنین به عنوان "مهم‌ترین عملیات مورد استفاده برای بازیابی و ارتقاء سنگ معدن سولفید " مورد استفاده قرار می‌گیرد. توسعه شناورسازی کف باعث بهبود بازیابی مواد معدنی باارزش مانند کانی‌های مس و سرب شده‌است. در کنار استخراج مکانیزه، امکان بازیابی اقتصادی فلزات با ارزش از سنگ معدنی با عیار بسیار پایین‌تر از گذشته فراهم شده‌است.

## تاریخچه
توضیحاتی در مورد استفاده از فرایند شناورسازی در ادبیات یونان باستان و فارسی یافت شده که نشان از قدمت آن دارد. در اواخر قرن نوزدهم، مبانی این فرایند از طریق یک مرحله تکاملی آهسته کشف شد. در طول دهه اول قرن بیستم، بررسی سریع‌تر روغن‌هاو کف‌ها، به کاربردهای ثابت شده در محل کار، به‌ویژه در بروکن هیل، استرالیا، منجر شد که نوآوری معروف به «شناورسازی کف» را به ارمغان آورد. در اوایل قرن بیستم، شناورسازی کف فرآوری مواد معدنی را متحول کرد.
در ابتدا، مواد شیمیایی طبیعی مانند اسیدهای چرب (در مبحث شیمی و به ویژه بیوشیمی اسید چرب یک اسید کربوکسیلیک است که دارای زنجیره بلند و خطی آلیفاتیک می‌باشد. این زنجیره ممکن است از جنس چربی اشباع شده یا چربی اشباع نشده باشد. اسید چرب می‌تواند به کوتاهی اسید بوتیریک (با ۴ کربن) باشد در حالی که اسیدهای چربی که از چربیها و روغن‌های طبیعی ساخته می‌شوند حداقل دارای ۸ کربن می‌باشند مثل اسید کاپریلیک) و روغن‌ها به عنوان معرف‌های شناورسازی در هارمونی مورد استفاده قرار گرفتند.

### قرن ۱۹
ویلیام هاینز انگلیسی در سال ۱۸۶۰ فرایندی را برای جداسازی کانی‌های سولفید و گنگ با استفاده از نفت به ثبت رساند. نویسندگان بعدی به اختراع هاینز به عنوان اولین اختراع «شناورسازی نفت» اشاره کردند، اگرچه هیچ مدرکی مبنی بر آزمایش میدانی یا استفاده تجاری آن وجود ندارد. در سال ۱۸۷۷، برادران بسل (آدولف و اوت) فرایند شناورسازی روغن و کف خود را برای استخراج گرافیت معرفی کردند که توسط برخی، ریشه شناورسازی کف تلقی می‌شود. با این حال، فرایند بسل پس از کشف گرافیت با عیار بالا در سریلانکا (نام رسمی جمهوری دموکراتیک سوسیالیستی سری‌لانکا جزیره‌ای است واقع در جنوب آسیا، اقیانوس هند و جنوب کشور هند. نام قدیمی آن سیلان (به فارسی قدیم سَراَندیب یا سراندیب) بود. پایتخت سیاسی آن سری جایاواردنپورا کوته و پایتخت تجاری آن شهر کلمبو است) غیراقتصادی شد و تا حد زیادی فراموش شد. 
در ۲۴ اوت ۱۸۸۶، کری اورسون حق اختراعی را برای فرایند خود دریافت کرد که به نفت [ها] نیاز داشت، اما همچنین یک اسید یا نمک، گام مهمی در تکامل تاریخچه فرایند داشت. تا سال ۱۸۹۰، آزمایش‌های فرایند اورسون در جورج تاون و سیلور کلیف، کلرادو، بیکر و اورگان انجام شد. او پس از مرگ شوهرش، و قبل از تکمیل یک فرایند تجاری موفق، کار را رها کرد. بعدها، در طول اوج اختلافات حقوقی بر سر اعتبار اختراعات مختلف در طول دهه ۱۹۱۰، اورسون اغلب به عنوان اختراع شناور اولیه معرفی شد - که به این معنی بود که این روند دوباره توسط شرکت کنندگان بعدی قابل ثبت نبود. بسیاری از سردرگمی‌ها اخیراً توسط مورخ دان بانیاک روشن شده‌است.

### اولین فرایند شناورسازی تجاری
اولین فرایند شناورسازی تجاری موفق برای سولفیدهای معدنی توسط فرانک المور که به همراه برادرش استنلی که روی توسعه کار می‌کرد، اختراع شد. در سال ۱۸۹۷، برادران المور اولین فرایند شناورسازی تجاری با اندازه صنعتی را برای استخراج مواد معدنی در معدن گلاس دیر نصب کردند. این فرایند شناورسازی کف نبود، بلکه از روغن برای آگلومره کردن (ساخت گلوله‌های) سولفیدهای پودر شده و شناور کردن آنها به سطح استفاده می‌شد و در سال ۱۸۹۸ این اختراع ثبت شد. در ۲۵ آوریل ۱۹۰۰، عملیات و فرایند معاملات مؤسسه معدن و متالورژی انگلستان شرح داده شد که در ۲۳ ژوئن ۱۹۰۰ با نظر در مجله مهندسی و معدن شهر نیویورک تجدید چاپ شد. در این زمان آنها اهمیت حباب‌های هوا را در کمک به روغن برای دور کردن ذرات معدنی درک کرده بودند.
باترز، متخصص در فرایند سیانید، یک کارخانه فرایند المور را در زیرزمین ساختمان دولتی شهر سالت لیک سیتی ساخت و فرایند نفت را بر روی سنگ معدن طلا در سراسر منطقه آزمایش کرد و باطله‌های کارخانه طلا در منطقه تینتیک را آزمایش کرد. به دلیل شهرت باترز و خبر شکست او، و همچنین تلاش ناموفق در معدن طلا، پیش از میلاد، فرایند Elmore در آمریکای شمالی نادیده گرفته شد.
فرایند شناورسازی دیگری به‌طور مستقل در اوایل دهه ۱۹۰۰ در استرالیا توسط چارلز وینسنت پاتر و تقریباً در همان زمان توسط گیوم دانیل دلپرات اختراع شد. این فرایند از نفت استفاده نمی‌کرد، بلکه بر شناورسازی توسط تولید گازی که با وارد کردن اسید به خمیر تولید می‌شد، متکی بود. در سال ۱۹۰۲، فرومنت شناورسازی نفت و گاز را با استفاده از اصلاح فرایند پاتر-دلپرات ترکیب کرد. در طول دهه اول قرن بیستم، بروکن هیل به مرکز نوآوری تبدیل شد که منجر به تکمیل فرایند شناورسازی کف توسط بسیاری از فن‌آوران شد که در آنجا از یکدیگر وام گرفتند و بر این موفقیت‌های اولیه بنا نهادند.
فرایند دیگری در سال ۱۹۰۲ توسط آرتور سی. کاترمول ایجاد شد، که خمیر را با مقدار کمی روغن امولسیون (امولسیون (به فرانسوی: Émulsion) یا به پیشنهاد فرهنگستان زبان و ادب فارسی نامیزه نوعی کلوئید مایع در مایع است که در آن قطره‌های ریز یک مایع (مانند روغن) در مایعی دیگر (مانند آب) بی‌آنکه با یکدیگر درآمیزند، پراکنده‌است. یک امولسیون از دو مایع امتزاج ناپذیر (معمولاً روغن و آب) تشکیل شده‌است که یکی از آن‌ها به صورت قطرات ریز در دیگری پراکنده شده‌است) کرد، آن را در معرض هم زدن شدید قرار داد، سپس به آرامی هم زد که مواد معدنی هدف را منعقد کرد و به گره‌هایی تبدیل شد که توسط گرانش از خمیر جدا می‌شدند. این فرایند در کارخانه بروکن هیل در آن سال موفقیت‌آمیز بود. نکته قابل توجه در فرایند «شناورسازی کف» آنها استفاده از روغن کمتر از ۱٪ و یک مرحله هم زدن بود که حباب‌های کوچکی ایجاد می‌کرد که سطح بیشتری را برای جذب فلز و شناور شدن به صورت کف در سطح فراهم می‌کرد.

### قرن بیستم
تحولات در ایالات متحده چندان چشمگیر نبود. شکست‌های باترز، و همچنین شکست‌های دیگر، پس از سال ۱۹۰۴، با فرایند استنلی مک کویستن اسکاتلندی (روشی مبتنی بر کشش سطحی)، که با موفقیت کمی در نوادا و آیداهو توسعه یافت، دنبال شد، اما در صورت وجود اسلایم، این کار نمی‌تواند کارساز باشد. وود از دنور فرایند شناورسازی خود را در امتداد همین خطوط با موفقیت‌هایی در سنگ معدن مولیبدن در سال ۱۹۰۷ توسعه داده بود، که در سال ۱۹۱۱ ثبت اختراع شد، با این حال، در بیشتر موارد، این‌ها تلاش‌های منفرد و بدون هیاهو بود.
در سال ۱۹۱۱، جیمز ام. هاید، کارمند سابق مینیرال سپریشن. فرایند جداسازی مواد معدنی را اصلاح کرد و یک کارخانه آزمایشی را در Butte and Superior Mill در بیسن مونتانا نصب کرد که اولین نصب از این قبیل در ایالات متحده بود. در سال ۱۹۱۲، او کارخانه روی Butte & Superior, Butte, Montana را طراحی کرد که اولین کارخانه بزرگ شناورسازی در آمریکا بود. مینرال سپریشن، که دفتری در سانفرانسیسکو راه اندازی کرده بود، از هاید به دلیل تخلف و همچنین شرکت Butte & Superior شکایت کرد، هر دو پرونده در نهایت توسط این شرکت در دادگاه عالی ایالات متحده برنده شد. دانیل کوان جکلینگ و شرکای آن که Butte & Superior را کنترل می‌کردند، حق اختراع مینرال سپریشن را نیز رد کردند و نبردهای قانونی بعدی را که بیش از یک دهه به طول انجامید، تأمین مالی کردند. یکی از نتایج ناگوار این اختلاف، اختلافات حرفه ای در میان جامعه مهندسی معدن برای یک نسل بود.
در سال ۱۹۱۳، مینرال سپریشن هزینه یک کارخانه آزمایشی برای شرکت Inspiration Copper (مس الهام بخش) در میامی، آریزونا را پرداخت کرد. این بنا که زیر نظر مدیر دفتر سانفرانسیسکو، ادوارد ناتر ساخته شد، موفقیت‌آمیز بود. مهندس Inspiration یک آسیاب غلظت گرانشی را پاره کرد و فرایند جداسازی مواد معدنی را جایگزین آن کرد، اولین استفاده عمده از این فرایند در یک معدن مس آمریکا بود. دارندگان عمده سهام Inspiration مردانی بودند که معدن بزرگ آناکوندای Butte را کنترل می‌کردند. آنها بلافاصله موفقیت Inspiration ساخت کارخانه دارای مجوز جداسازی مواد معدنی در Butte را در سال‌های ۱۹۱۵–۱۹۱۶ دنبال کردند که بیانیه ای مهم در مورد پذیرش نهایی فرایند ثبت اختراع جداسازی مواد معدنی بود.
جان ام. کالو، از مهندسی عمومی سالت لیک سیتی، شناورسازی را از مقالات فنی و معرفی در آسیاب Butte و Superior و در Inspiration Copper در آریزونا دنبال کرده بود و تشخیص داده بود که هم زدن مکانیکی نقطه ضعفی برای فناوری موجود است. کالو با معرفی یک آجر متخلخل با هوای فشرده و مکانیزم همزن مکانیکی، در سال ۱۹۱۴ برای ثبت اختراع درخواست کرد (برخی می‌گویند که کالو، یک پارتیزان جکلینگ، سلول خود را به عنوان وسیله ای برای جلوگیری از پرداخت حق امتیاز به مینرال سپریشن اختراع کرد، که شرکت‌ها از سلول او استفاده می‌کنند. این روش که به شناورسازی پنوماتیک معروف است، به عنوان جایگزینی برای فرایند جداسازی مواد معدنی غلظت فلوتاسیون شناخته شد. مؤسسه مهندسین معدن آمریکا در سال ۱۹۲۶ به کالو مدال طلای جیمز داگلاس را برای کمک‌هایش در زمینه شناورسازی اهدا کرد. در آن زمان، فناوری شناورسازی در حال تغییر بود، به‌ویژه با کشف استفاده از زانتات‌ها و دیگر معرف‌ها، که سلول کالو و فرایند او را منسوخ کرد.
آنتوان مارک گاودین، استاد فناوری مونتانا، دوره اولیه شناورسازی را به عنوان فاز مکانیکی تعریف کرد در حالی که در اواخر دهه ۱۹۱۰ وارد فاز شیمیایی شد. اکتشافات در معرف‌ها، به‌ویژه استفاده از گزانتات‌های ثبت شده توسط کورنلیوس اچ. کلر، شیمی‌دان جداسازی مواد معدنی، نه آنقدر جذب مواد معدنی را از طریق فرایند افزایش داد، بلکه آن‌ها را در عملیات‌های روزمره بسیار قابل کنترل‌تر کرد. ثبت اختراعات شناورسازی اولیه مینرال سپریشن در سال ۱۹۲۳ به پایان رسید و موارد جدید برای فرایندهای شیمیایی موقعیت قابل توجهی را در دهه ۱۹۳۰ به آن بخشید. در این دوره، این شرکت همچنین فرایندهای شناورسازی آهن را از آزمایشگاه هیبینگ خود و فسفات را در آزمایشگاه فلوریدا توسعه داد و به ثبت رساند. مرحله سریع دیگری از نوآوری در فرایند شناورسازی تا پس از سال ۱۹۶۰ رخ نداد.
در دهه ۱۹۶۰، روش شناورسازی کف برای جوهر زدایی کاغذ بازیافتی اقتباس شد.
موفقیت این فرایند با توجه به تعداد مدعیان به عنوان «کاشف» شناورسازی آشکار می‌شود. در سال ۱۹۶۱، مهندسان آمریکایی «۵۰ سال شناورسازی» را جشن گرفتند. در سال ۱۹۷۷، مهندسان آلمانی «صدمین سالگرد شناورسازی» را بر اساس پتنت برادران بسل در سال ۱۸۷۷ جشن گرفتند. سایت تاریخی معدن مس گلاس دیر، تورهای خود در ولز را به عنوان مکان «کشف شناور» بر اساس کار برادران المور تبلیغ می‌کند. نویسندگان اخیر، به دلیل علاقه به تجلیل از زنان در علم، قهرمان کری اورسون از دنور به عنوان مادر این فرایند، بر اساس حق اختراع ۱۸۸۵ او، هستند. مهندسان، متالوژیست‌ها و شیمیدانان که حداقل در دادگاه‌های آمریکا و استرالیا کنترل اختراعات شناورسازی کف و همچنین حق مدعی را به عنوان کاشف شناورسازی کف به دست آورده‌اند، از این لیست حذف شده‌اند. اما، همان‌طور که مورخ مارتین لینچ می‌نویسد، «تفکیک مواد معدنی در نهایت پس از ارائه پرونده به دادگاه عالی ایالات متحده [و مجلس اعیان] پیروز می‌شود و با این کار باعث انزجار صمیمانه بسیاری در دنیای معدن برای خود شد».

## صنایع

### فرآوری مواد معدنی

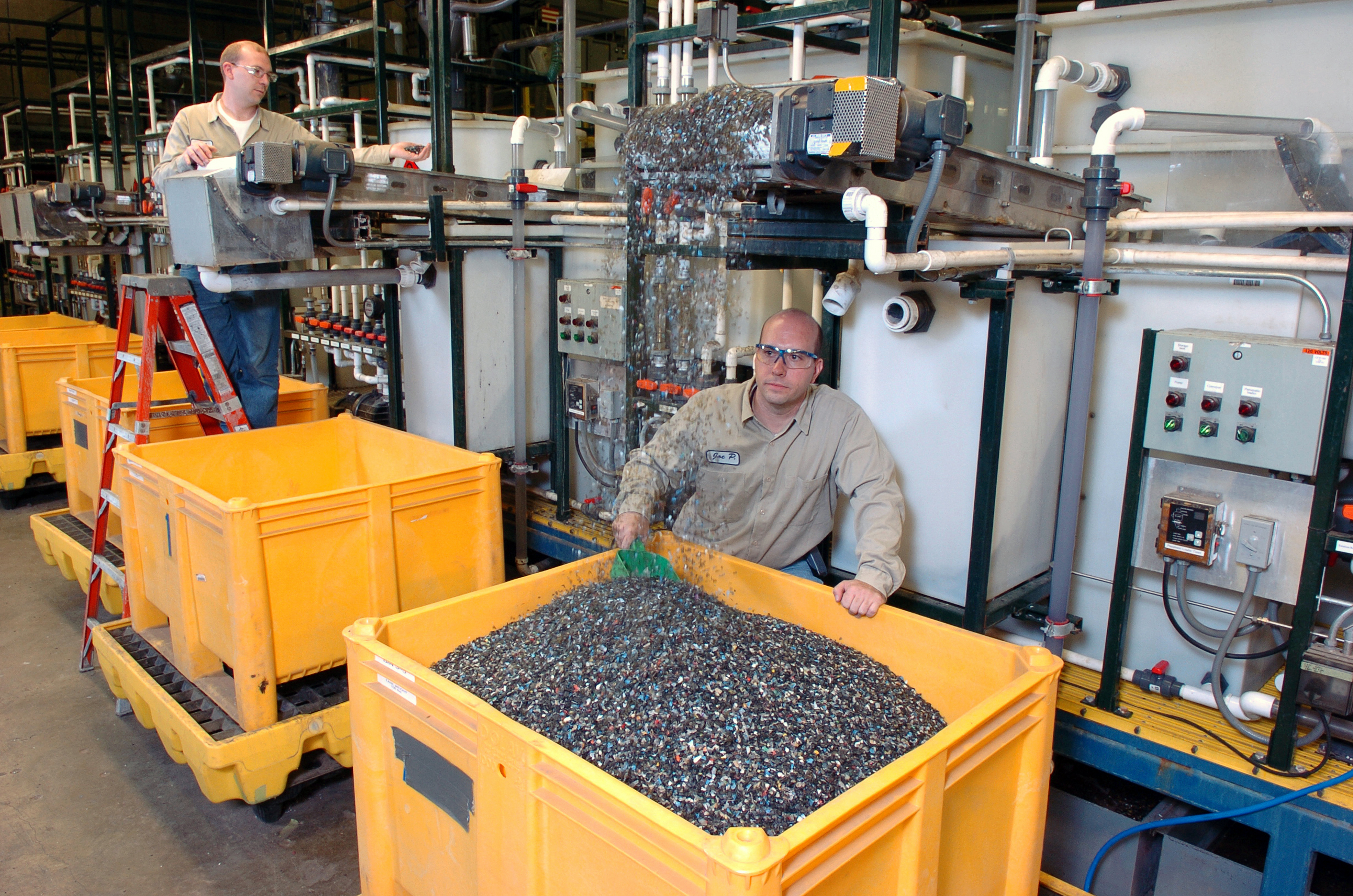
شناورسازی کف برای جداسازی پلاستیک‌ها، آزمایشگاه ملی آرگون

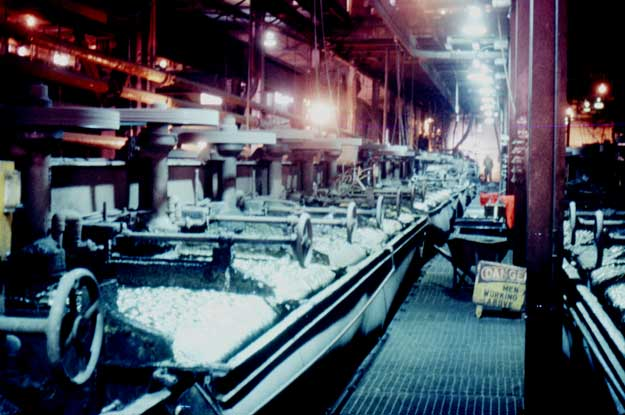
سلول‌های فلوتاسیون کف برای تغلیظ مواد معدنی سولفید مس و نیکل، فالکونبریج، انتاریو.

شناورسازی کف فرایندی برای جداسازی کانی‌ها از گنگ با استفاده از تفاوت در آبگریزی (آب‌گریز یا هیدروفوب (به انگلیسی: Hydrophobe) در شیمی و زیست‌شناسی سلول کاربرد دارد و یک پدیدهٔ فیزیکی در مولکول‌ها است که از آب دوری می‌کنند) آنهاست. تفاوت آب گریزی بین مواد معدنی با ارزش و ضایعات با استفاده از سورفکتانت‌ها و عوامل مرطوب‌کننده افزایش می‌یابد. جداسازی انتخابی مواد معدنی، فرآوری کانه‌های پیچیده (یعنی مخلوط) را از نظر اقتصادی امکان‌پذیر می‌کند. فرایند شناورسازی برای جداسازی طیف وسیعی از سولفیدها، کربنات‌ها و اکسیدها قبل از پالایش بیشتر استفاده می‌شود. فسفات‌ها و زغال سنگ نیز با فناوری شناورسازی ارتقاء داده می‌شوند (تصفیه می‌شوند).
قبل از سال ۱۹۰۷، تقریباً تمام مس استخراج شده در ایالات متحده از ذخایر رگه ای زیرزمینی به دست می‌آمد که به‌طور متوسط ۲٫۵ درصد مس بود. تا سال ۱۹۹۱، میانگین عیار سنگ معدن مس استخراج شده در ایالات متحده به تنها ۰٫۶ درصد کاهش یافته بود.

### تصفیه فاضلاب
فرایند شناورسازی همچنین به‌طور گسترده در تصفیه خانه‌های فاضلاب صنعتی استفاده می‌شود، جایی که چربی، روغن، گریس و مواد جامد معلق را از فاضلاب حذف می‌کند. این واحدها، واحدهای شناور هوای محلول (DAF) نامیده می‌شوند. به‌طور خاص، واحدهای شناورسازی هوای محلول در حذف نفت از پساب فاضلاب پالایشگاه‌های نفت، کارخانه‌های پتروشیمی و شیمیایی، کارخانه‌های فرآوری گاز طبیعی و تأسیسات صنعتی مشابه استفاده می‌شوند.

### بازیافت کاغذ
شناورسازی کف یکی از فرایندهایی است که برای بازیابی کاغذ بازیافتی استفاده می‌شود. در صنعت کاغذ (صنعت کاغذ و خمیرکاغذ (به انگلیسی: Pulp and paper industry) شامل شرکت‌هایی است، که با استفاده از چوب به‌عنوان مواد خام به تولید کاغذ، خمیرکاغذ و سایر محصولات بر پایه سلولز می‌پردازند.
این صنعت سال‌ها، در انحصار کامل ایالات متحده آمریکا قرار داشت، تا اینکه در سال ۲۰۰۹ جمهوری خلق چین در تولید کاغذ و خمیرکاغذ از آن پیشی گرفت) این مرحله مرکب زدایی یا فقط شناورسازی می‌گویند. هدف آزادسازی و حذف آلاینده‌های آبگریز از کاغذ بازیافتی است. آلاینده‌ها بیشتر مرکب و چسب هستند. به‌طور معمول راه اندازی یک سیستم دو مرحله ای با۳ ,۴ یا ۵ سلول شناور به صورت سری است.

## اصل عملیات
قبل از اینکه عملیات شناورسازی کف انجام شود، سنگ معدنی که باید تصفیه شود با خرد کردن به ذرات ریز تبدیل می‌شود تا کانی‌های مختلف به صورت دانه‌های جدا از هم وجود داشته باشند. این فرایند به عنوان رهایی کامل شناخته می‌شود. اندازه ذرات معمولاً کمتر از ۰٫۱ است میلی‌متر (۱۰۰ میکرومتر)، اما گاهی اوقات اندازه‌های کوچکتر از ۷–۱۰ است میکرومتر مورد نیاز است. این تمایل وجود دارد که اندازه آزادسازی مواد معدنی در طول زمان کاهش یابد زیرا توده‌های سنگی با دانه‌های معدنی درشتی که می‌توان آنها را در اندازه‌های بزرگ‌تر جدا کرد، تهی می‌شود و با توده‌های سنگی جایگزین می‌شوند که قبلاً بسیار دشوار تلقی می‌شدند.
در صنعت معدن، کارخانه‌هایی که شناورسازی برای تغلیظ سنگ معدن (کانسنگ یا سنگ معدن گونه‌ای سنگ حاوی فلزات و عناصر ارزشمند و مهم است که از معدن استخراج می‌شود و سپس طی فرایندی عناصر مورد نیاز از آن گرفته شده و مورد استفاده قرار می‌گیرد) انجام می‌شود، عموماً به عنوان متمرکز کننده یا آسیاب شناخته می‌شوند رای شناورسازی کف یک دوغاب آبی، سنگ معدن آسیاب شده با عامل کف کننده تصفیه می‌شود. به عنوان مثال سدیم اتیل زانتات به عنوان یک جمع‌کننده در شناورسازی گالن (سولفید سرب) برای جداسازی آن از اسفالریت (سولفید روی) است. قسمت قطبی آنیون زانتات به ذرات سنگ معدن می‌چسبد و قسمت هیدروکربنی غیر قطبی یک لایه آبگریز تشکیل می‌دهد. ذرات توسط حباب‌های هوا به سطح آب می‌آیند. حدود ۳۰۰ گرم در تن سنگ معدن برای جداسازی کارآمد مورد نیاز است. راندمان عمل آبگریز افزایش می‌یابد، اما انتخاب‌پذیری نسبت به نوع سنگ با افزایش طول زنجیره هیدروکربنی در زانتات‌ها کاهش می‌یابد. این زنجیره از نظر اتیل زانتات سدیم کوتاه‌ترین است که آن را برای سنگ‌های مس، نیکل، سرب، طلا و روی بسیار انتخاب می‌کند. محلول‌های آبی (۱۰٪) با pH = ۷–۱۱ به‌طور معمول در فرایند استفاده می‌شود. این دوغاب (که به درستی پالپ نامیده می‌شود) از ذرات آبگریز و ذرات آبدوست، سپس به مخازن معروف به سلول‌های شناورسازی وارد می‌شود که برای تولید حباب‌ها هوادهی می‌شوند. ذرات آبگریز به حباب‌های هوا می‌چسبند و به سطح می‌آیند و کف ایجاد می‌کنند. کف از سلول خارج می‌شود و یک کنسانتره (کنسانتره (به فرانسوی: Concentrate) شکلی از ماده است که اکثر اجزای اصلی تشکیل‌دهنده یا حلال آن را حذف کرده‌اند. معمولاً با گرفتن آب موجود در یک محلول یا سوسپانسیون، مثلاً گرفتن آب موجود در آبمیوه و تبدیل آن به پودر یا عصاره، کنسانتره تشکیل می‌شود) از ماده معدنی مورد نظر تولید می‌شود.
عوامل کف کننده، معروف به کف کننده، ممکن است به پالپ وارد شوند تا تشکیل کف پایدار در بالای سلول شناورسازی را تقویت کنند.
به مواد معدنی که در کف شناور نمی‌شوند، باطله های شناورسازی یا دم شناورسازی می‌گویند. این باطله‌ها همچنین ممکن است در معرض مراحل بعدی شناورسازی قرار گیرند تا ذرات ارزشمندی را که بار اول شناور نکرده‌اند بازیابی کنند. این به عنوان پاکسازی شناخته می‌شود. باطله‌های نهایی پس از جمع‌آوری معمولاً برای دفع به عنوان پر کردن معدن یا به تأسیسات دفع باطله برای ذخیره‌سازی طولانی مدت پمپ می‌شوند.
راندمان شناورسازی کف با یک سری احتمالات تعیین می‌شود: احتمالات مربوط به تماس ذره-حباب، اتصال ذره-حباب، حمل و نقل بین خمیر و کف، و جمع‌آوری کف به داخل لباسشویی محصول. در یک سلول متداول مکانیکی، کسر خالی (یعنی حجم اشغال شده توسط حباب‌های هوا) کم است (۵ تا ۱۰ درصد) و اندازه حباب معمولاً بزرگتر از ۱ میلی‌متر است. این منجر به یک ناحیه سطحی نسبتاً کم و احتمال کم تماس ذره-حباب می‌شود. در نتیجه، چندین سلول به صورت سری برای افزایش زمان ماندن ذرات مورد نیاز است، بنابراین احتمال تماس ذره-حباب افزایش می‌یابد.
شناورسازی معمولاً در چندین مرحله انجام می‌شود تا بازیابی کانی یا مواد معدنی مورد نظر و غلظت آن مواد معدنی در کنسانتره به حداکثر برسد و در عین حال انرژی ورودی به حداقل برسد.

### مراحل شناورسازی

#### خشن کردن
مرحله اول رافینگ نامیده می‌شود که کنسانتره زبرتری تولید می‌کند. هدف این است که حداکثر مقدار ماده معدنی با ارزش را با اندازه ذرات درشت حذف کنیم. هرچه سنگ معدن ریزتر آسیاب شود، انرژی مورد نیاز بیشتر است، بنابراین منطقی است که فقط آن دسته از ذراتی را که به آسیاب ریز نیاز دارند آسیاب کنیم. برای شناورسازی خشن تر، آزادسازی کامل لازم نیست، فقط آزادسازی کافی برای آزادسازی گنگ از ماده معدنی ارزشمند برای بازیابی بالا لازم است.
هدف اولیه از خشن کردن، بازیابی هر چه بیشتر مواد معدنی با ارزش است، با تأکید کمتر بر کیفیت کنسانتره تولید شده.
در برخی از تغلیظ‌ها، ممکن است یک مرحله پیش شناورسازی قبل از خشن کردن وجود داشته باشد. این کار زمانی انجام می‌شود که برخی مواد نامطلوب مانند کربن آلی وجود داشته باشند که به راحتی شناور شوند. برای جلوگیری از شناور شدن آنها در حین خشن کردن (و در نتیجه آلوده شدن کنسانتره زبرتر) ابتدا آنها را جدا می‌کنند.

#### تمیز کردن
کنسانتره زبرتر معمولاً در معرض مراحل بعدی شناورسازی قرار می‌گیرد تا مواد معدنی نامطلوبی را که به کف گزارش شده‌است، دفع کند. در فرآیندی به نام تمیز کردن ، محصول تمیز کننده به عنوان کنسانتره پاک کننده یا کنسانتره نهایی شناخته می‌شود .
هدف از تمیز کردن این است که تا حد ممکن عیار کنسانتره تولید شود.
کنسانتره خشن تر اغلب به عنوان سنگ زنی بیشتر (معمولا به نام رجرندنج) برای به دست آوردن آزادی کامل تر از مواد معدنی با ارزش است. از آنجا که جرم آن کوچکتر از سنگ معدن اصلی است، انرژی کمتری نسبت به مقدار لازم در صورت آسیاب مجدد کل سنگ معدن مورد نیاز است. سنگ زنی مجدد اغلب در آسیاب های مخصوص آسیاب مجدد انجام می‌شود، مانند ایسا میل، که برای کاهش بیشتر انرژی مصرف شده در حین آسیاب کردن مجدد، به اندازه‌های ظریف طراحی شده‌است.

#### پاکسازی
مرحله شناورسازی خشن‌تر اغلب با یک مرحله شناور رفتگر دنبال می‌شود که برای باطله‌های خشن‌تر اعمال می‌شود. هدف بازیابی هر یک از مواد معدنی مورد نظر است که در مرحله اولیه خشن بازیافت نشده‌اند. این ممکن است با تغییر شرایط شناور به منظور سخت‌تر کردن آن‌ها نسبت به خشن‌کاری اولیه حاصل شود، یا ممکن است مقداری آسیاب ثانویه برای آزادسازی بیشتر وجود داشته باشد.
کنسانتره از روبنده‌های خشن‌تر می‌تواند برای شناورسازی مجدد به خوراک خشن‌تر برگردانده شود یا به سلول‌های تمیزکننده ویژه ارسال شود.
به‌طور مشابه، مرحله تمیز کردن ممکن است با یک مرحله پاکسازی روی باطله‌های پاک کننده نیز دنبال شود.

## علم شناورسازی
برای مؤثر بودن بر روی یک دوغاب سنگ معدن معین، کلکتورها بر اساس ترشوندگی انتخابی آنها از انواع ذرات جداسازی شده، انتخاب می‌شوند. این نیاز ترمودینامیکی برای اتصال ذرات به سطح حباب را فراهم می‌کند. فعالیت مرطوب‌کنندگی یک سورفکتانت روی یک ذره را می‌توان با اندازه‌گیری زوایای تماسی که رابط مایع/حباب با آن ایجاد می‌کند، اندازه‌گیری کرد. یکی دیگر از معیارهای مهم برای اتصال حباب‌ها به ذرات، زمان القاء است. زمان القاء زمان لازم برای پاره شدن لایه نازک جداکننده ذره و حباب توسط ذره و حباب است. این گسیختگی توسط نیروهای سطحی بین ذره و حباب حاصل می‌شود.
مکانیسم اتصال حباب به ذره بسیار پیچیده‌است و از سه مرحله برخورد، اتصال و جدا شدن تشکیل شده‌است. برخورد با قرار گرفتن ذرات در لوله برخورد حباب حاصل می‌شود و این تحت تأثیر سرعت حباب و شعاع حباب است. لوله برخورد مربوط به منطقه ای است که در آن یک ذره با حباب برخورد می‌کند.
اتصال ذره به حباب توسط زمان القای ذره و حباب کنترل می‌شود. ذره و حباب نیاز به اتصال دارند و این در صورتی اتفاق می‌افتد که زمانی که ذره و حباب در تماس با یکدیگر هستند بزرگتر از زمان القاء مورد نیاز باشد. این زمان القایی تحت تأثیر ویسکوزیته سیال، اندازه ذرات و حباب و نیروهای بین ذره و حباب است.
جدا شدن یک ذره و حباب زمانی اتفاق می‌افتد که نیروی اعمال شده توسط کشش سطحی توسط نیروهای برشی و نیروهای گرانشی بیشتر شود. این نیروها پیچیده هستند و در درون سلول متفاوت هستند. برش بالا در نزدیکی پروانه یک سلول شناور مکانیکی و عمدتاً نیروی گرانشی در منطقه جمع‌آوری و تمیز کردن یک ستون شناور تجربه می‌شود.
مسائل مهمی در حباب ذرات ریز رخ می‌دهد زیرا این ذرات راندمان برخورد پایین و همچنین باریک شدن و تخریب سطوح ذرات را تجربه می‌کنند. ذرات درشت به دلیل آزادسازی کم و راندمان جداشدگی بالا، بازیابی کم ماده معدنی ارزشمند را نشان می‌دهند.

### تئوری

#### چسبندگی انتخابی
شناورسازی کف به چسبندگی انتخابی حباب‌های هوا به سطوح معدنی در دوغاب معدنی/آب بستگی دارد. حباب‌های هوا به ذرات آبگریز بیشتری می‌چسبند. اتصال حباب‌ها به سطح توسط انرژی‌های سطحی بین فازهای جامد، مایع و گاز تعیین می‌شود. این توسط معادله یانگ دوپر تعیین می‌شود:
{\displaystyle \gamma _{lv}{\text{cos}}\theta =(\gamma _{sv}-\gamma _{sl})}
به صورتی که:
- γ LV انرژی سطح رابط بخار / مایع است
- γ sv انرژی سطحی رابط جامد/بخار است
- γ sl انرژی سطح رابط جامد/مایع است،
- θ زاویه تماس است، زاویه ای که در محل اتصال بین فازهای بخار، جامد و مایع ایجاد می‌شود.

هدف جداسازی مواد معدنی ممکن است از نظر شیمیایی با کلکتورها اصلاح شوند تا آبگُریزتر باشند. کلکتورها نوعی سورفکتانت (سورفکتانت‌ها یا مواد فعال سطحی (به انگلیسی: Surfactant) موادی هستند که هنگامی که به مقدار بسیار ناچیز استفاده می‌شوند کشش سطحی آب را به میزان قابل توجهی کاهش می‌دهند. سورفکتانت‌ها ممکن است به عنوان مواد شوینده، مواد خیس کننده، امولسیفایر، مواد کف‌کننده و پراکنده کننده‌ها عمل کنند و این ترکیبات تقریباً مثل صابون و سایر سورفاکتانت‌ها عمل می‌کنند و بعد از تماس با آب حالت لزج پیدا می‌کنند) هستند که آب گریزی طبیعی سطح را افزایش داده و قابلیت تفکیک ذرات آبگریز و آبدوست را افزایش می‌دهند. کلکتورها یا از طریق جذب شیمیایی به ماده معدنی پیوند شیمیایی می‌دهند یا از طریق جذب فیزیکی روی سطح جذب می‌شوند.

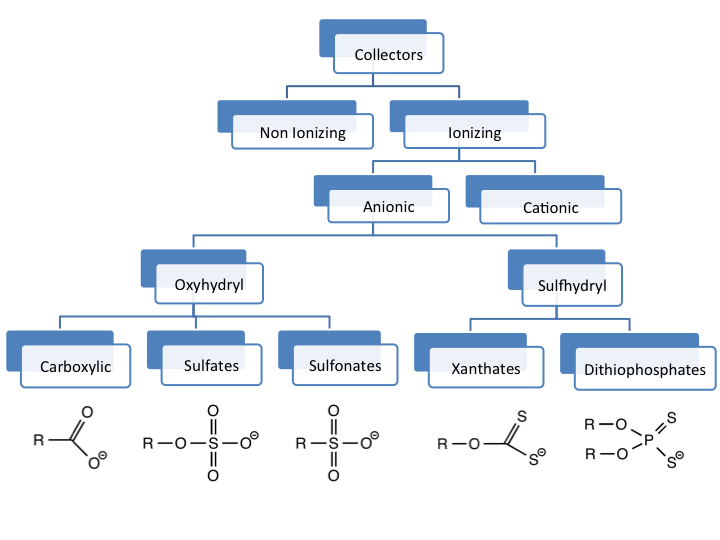
انواع مختلف کلکتورها یا سورفکتانت‌ها که در فلوتاسیون کف استفاده می‌شوند.

#### صندوق بین‌المللی پول و نیروهای سطحی در برهمکنش‌های حباب-ذره

##### برخورد
نرخ برخورد ذرات ریز (۵۰ تا ۸۰ میکرومتر) را می‌توان با دقت مدل‌سازی کرد، اما هیچ تئوری فعلی وجود ندارد که به‌طور دقیق برخورد حباب-ذره را برای ذراتی به بزرگی ۳۰۰ میکرومتر که معمولاً در فرایندهای شناورسازی استفاده می‌شوند، مدل‌سازی کند.
برای ذرات ریز، قانون استوکس احتمال برخورد را دست کم می‌گیرد در حالی که معادله پتانسیل مبتنی بر بار سطحی احتمال برخورد را بیش از حد تخمین می‌زند، بنابراین از یک معادله میانی استفاده می‌شود.
دانستن نرخ‌های برخورد در سیستم بسیار مهم است زیرا این مرحله قبل از جذب است که در آن یک سیستم سه فاز تشکیل می‌شود.

##### جذب (پیوست)
اثربخشی یک محیط برای جذب به یک ذره تحت تأثیر رابطه بین سطوح هر دو ماده است. عوامل متعددی وجود دارد که بر کارایی جذب در حوزه‌های شیمیایی، ترمودینامیکی و فیزیکی تأثیر می‌گذارد. این عوامل می‌توانند از انرژی سطحی و قطبیت گرفته تا شکل، اندازه و زبری ذره متغیر باشند. شناورسازی کف، جذب یک پیامد قوی از انرژی سطحی است، زیرا ذرات کوچک نسبت سطح اندازه بزرگی دارند و در نتیجه سطوح انرژی بالاتری برای ایجاد جاذبه با مواد جذبی ایجاد می‌کنند. حباب‌های هوا باید به‌طور انتخابی به مواد معدنی مورد نظر بچسبند تا آنها را به سطح دوغاب برسانند و در عین حال سایر مواد معدنی را خیس کرده و در محیط دوغاب آبی رها کنند.
به ذراتی که به راحتی توسط آب خیس می‌شوند، آب دوست می‌گویند، در حالی که به ذراتی که به راحتی توسط آب خیس نمی‌شوند، آبگریز می‌گویند. ذرات آبگریز تمایل به تشکیل فاز جداگانه در محیط‌های آبی دارند. در شناورسازی کف، اثربخشی حباب هوا برای چسبیدن به یک ذره بر اساس میزان آبگریز بودن ذره است. ذرات آبگریز به حباب‌های هوا میل دارند که منجر به جذب می‌شود. ترکیبات حباب-ذره به ناحیه کف که توسط نیروهای شناوری هدایت می‌شود، بالا می‌روند.
اتصال حباب‌ها به ذرات توسط انرژی‌های سطحی بین فازهای جامد، مایع و بخار، همان‌طور که توسط معادله یانگ/دوپر مدل شده‌است، تعیین می‌شود. انرژی‌های سطحی می‌تواند بر اساس ساختار طبیعی مواد یا افزودن درمان‌های شیمیایی باشد که می‌تواند سازگاری انرژی را بهبود بخشد.
کلکتورها مواد افزودنی اصلی هستند که برای بهبود سطوح ذرات استفاده می‌شوند. آنها به عنوان سورفکتانت برای جداسازی انتخابی و کمک به جذب بین ذرات مورد نظر و حباب‌هایی که از میان دوغاب بالا می‌روند، عمل می‌کنند. کلکتورهای رایج مورد استفاده در شناورسازی لیگاندهای گوگرد آنیونی هستند که دارای ساختار دو عملکردی با یک بخش یونی و یک بخش آبگریز مانند یک دنباله هیدروکربنی بلند است که با فلزات جاذبه مشترک دارد. این کلکتورها سطح ذره را با تک لایه ای از ماده غیر قطبی می‌پوشانند تا با کاهش حلالیت ذرات جذب شده در آب به جدا شدن از فاز آبی کمک کنند. لیگاندهای جذب شده می‌توانند میسل‌هایی را در اطراف ذرات و کلوئیدهای ذرات کوچک تشکیل دهند که باعث بهبود پایداری و جداسازی فاز بیشتر می‌شود.

##### دفع (جداشدگی)
جذب ذرات به حباب‌ها برای جداسازی مواد معدنی از دوغاب ضروری است، اما مواد معدنی باید از مواد افزودنی مورد استفاده در جداسازی، مانند کلکتورها، کف‌کننده‌ها و اصلاح‌کننده‌ها خالص شوند. محصول حاصل از تمیز کردن یا فرایند دفع، به عنوان کنسانتره پاک کننده شناخته می‌شود. جدا شدن یک ذره و حباب نیاز به برش پیوند جذبی دارد که توسط نیروهای برشی هدایت می‌شود. بسته به نوع سلول شناور، نیروهای برشی که توسط انواع سیستم‌های مکانیکی اعمال می‌شود، از جمله رایج‌ترین پروانه‌ها و میکسرها هستند. برخی از سیستم‌ها عملکردهای این اجزا را با قرار دادن آنها در مکان‌های کلیدی که می‌توانند در مکانیسم‌های شناور کف چندگانه شرکت کنند، ترکیب می‌کنند. سلول‌های پاک کننده همچنین از نیروهای گرانشی برای بهبود کارایی جداسازی بهره می‌برند. دفع، خود یک پدیده شیمیایی است که در آن ترکیبات فقط به صورت فیزیکی بدون داشتن پیوند شیمیایی به یکدیگر متصل می‌شوند.

#### محاسبات عملکرد

##### معادلات مربوطه
یک کمیت معمولی که برای توصیف کارایی جمع‌آوری فرایند شناورسازی کف استفاده می‌شود، بازیابی شناورسازی است( {\displaystyle R}). این کمیت احتمال برخورد و اتصال ذرات به حباب‌های شناور گاز را در بر می‌گیرد. {\displaystyle R={\frac {N_{c}}{\left({\tfrac {\pi }{4}}\right)\left(d_{p}+d_{b}\right)^{2}Hc}}}به صورتی که:
- {\displaystyle N_{c}=PN_{c}^{i}} که حاصل ضرب احتمال جمع‌آوری ذره است ({\displaystyle P}) و تعداد برخورد ذرات احتمالی ({\displaystyle N_{c}^{i}})
- {\displaystyle d_{p}} قطر ذره است
- {\displaystyle d_{b}} قطر حباب است
- {\displaystyle H} یک ارتفاع مشخص در شناور است که در بازیابی محاسبه شده‌است
- {\displaystyle c} غلظت ذرات است

در زیر، چندین روش ریاضی اضافی وجود دارد که اغلب برای ارزیابی اثربخشی فرایندهای شناورسازی کف استفاده می‌شود. این معادلات ساده‌تر از محاسبه بازیابی شناور هستند، زیرا آنها صرفاً بر اساس مقادیر ورودی و خروجی فرایندها هستند.
برای معادلات زیر:
- {\displaystyle F} درصد وزنی خوراک است
- {\displaystyle C} درصد وزنی کنسانتره است
- {\displaystyle T} درصد وزنی باطله است
- {\displaystyle c} ، {\displaystyle t} ، و {\displaystyle f} به ترتیب سنجش متالورژیکی کنسانتره، باطله و خوراک هستند

نسبت وزن خوراک به وزن کنسانتره {\displaystyle {\tfrac {F}{C}}} (بدون واحد): {\displaystyle {\frac {F}{C}}={\frac {c-t}{f-t}}}
درصد فلز بازیافت شده ({\displaystyle \mathrm {X} _{R}}) در درصد وزنی: {\displaystyle \mathrm {X} _{R}=100\left({\frac {c}{f}}\right)\left({\frac {f-t}{c-t}}\right)}
درصد فلز از دست رفته ({\displaystyle \mathrm {X} _{L}}) در درصد وزنی: {\displaystyle \mathrm {X} _{L}=100-\mathrm {X} _{R}}
درصد وزن بهبود یافته {\displaystyle \left(\mathrm {X} _{W}\right)} در درصد وزنی: {\displaystyle \mathrm {X} _{W}=100\left({\frac {C}{F}}\right)=100{\frac {f-t}{c-t}}}

##### 

نمونه ای از روابط بازیابی درجه که در شناورسازی کف دیده می‌شود. تغییرات در منحنی‌ها نشان دهنده تغییرات در اثربخشی شناورسازی است.

##### منحنی‌های بازیابی درجه
منحنی‌های بازیابی درجه در عین حال نرخ بازیابی دو جنبه مهم شناورسازی کف را تا حد ممکن پایین نگه می‌دارند، این منحنی‌ها به صورت تجربی بر اساس فرایند شناورسازی کف یک گیاه خاص ایجاد می‌شوند. از آنجایی که منحنی‌ها در جهت x مثبت (به راست) و جهت y مثبت (به سمت بالا) جابه‌جا می‌شوند، عملکرد فرایند شناورسازی کف به عنوان بهبود در نظر گرفته می‌شود. نقطه ضعف این منحنی‌ها این است که آنها فقط می‌توانند روابط بازیابی درجه یک خوراک خاص و نرخ خوراک را مقایسه کنند. اگر یک شرکت در فرایند شناورسازی کف خود دارای واریانسی بین درجه‌ها و نرخ‌های خوراک مورد استفاده (یک اتفاق بسیار رایج) باشد، منحنی‌های بازیابی درجه برای هر جفت از درجه خوراک و نرخ بازیابی باید ساخته شود تا اطلاعات معنی‌داری از گیاه به شرکت‌ها ارائه شود.

## تجهیزات شناورسازی

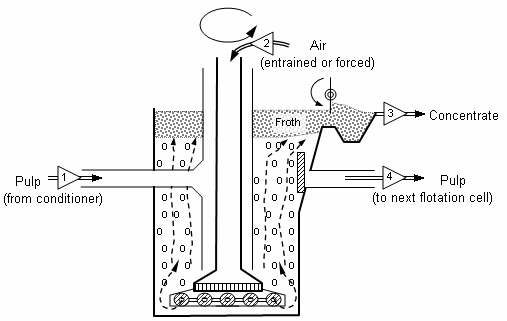
نمودار سلول فلوتاسیون کف. مثلث‌های شماره دار جهت جریان جریان را نشان می‌دهند. مخلوطی از سنگ معدن و آب به نام پالپ [۱] از یک نرم‌کننده وارد سلول می‌شود و به سمت پایین سلول جریان می‌یابد. هوا [۲] یا نیتروژن از یک پروانه عمودی عبور می‌کند که در آن نیروهای برشی جریان هوا را به حباب‌های کوچک می‌شکند. کف کنسانتره معدنی از بالای سلول [۳] جمع‌آوری می‌شود، در حالی که پالپ [۴] به سلول دیگری جریان می‌یابد.

شناورسازی را می‌توان در سلول‌ها یا مخازن مکانیکی همزن مستطیلی یا استوانه ای، ستون‌های شناورسازی، سلول‌های جیمسون یا دستگاه‌های شناورسازی جوهر زدایی انجام داد. طبقه‌بندی بر اساس روش جذب هوا، منصفانه است، که دو گروه متمایز از تجهیزات شناور به‌وجود آمده‌اند: ماشین‌های پنوماتیک و مکانیکی. به‌طور کلی ماشین‌های پنوماتیک کنسانتره کم عیارتر و مشکلات عملیاتی کمی دارند.

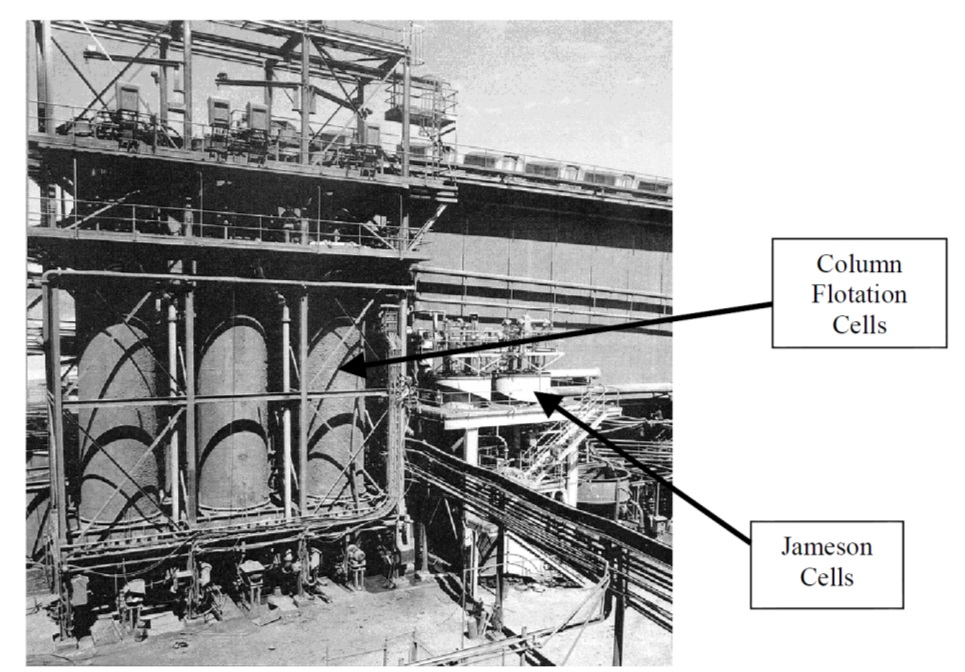
مقایسه اندازه ستون‌های شناورسازی و سلول‌های جیمسون با ظرفیت‌های مشابه.

سلول‌های مکانیکی از یک میکسر و مکانیزم پخش کننده بزرگ در پایین مخزن مخلوط کن برای وارد کردن هوا و ایجاد عمل اختلاط استفاده می‌کنند. ستون های شناورسازی از اسپارگرهای هوا برای وارد کردن هوا در پایین ستون بلند و در عین حال دوغاب در بالا استفاده می‌کنند. حرکت مخالف جریان دوغاب به سمت پایین و جریان هوا به سمت بالا عمل اختلاط را فراهم می‌کند. سلول‌های مکانیکی معمولاً دارای نرخ توان بالاتری هستند، اما موادی تولید می‌کنند که کیفیت پایین‌تری دارند، در حالی که ستون‌های شناور عموماً نرخ خروجی پایین‌تری دارند اما مواد با کیفیت‌تری تولید می‌کنند.
سلول جیمسون از پروانه‌ها و اسپارگرها استفاده نمی‌کند، در عوض دوغاب را با هوا ترکیب می‌کند.

## مکانیک شناورسازی

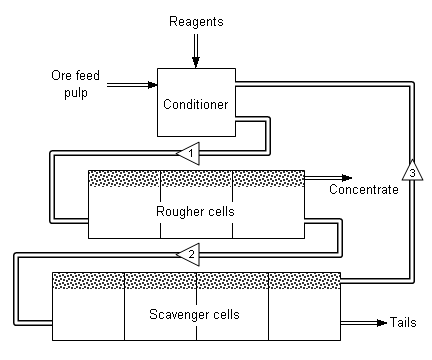

در مراحل زیر، زیر آسیاب کردن برای آزادسازی ذرات معدنی دنبال می‌شود:
1. تهویه معرف برای دستیابی به بارهای سطحی آبگریز بر روی ذرات مورد نظر
2. جمع‌آوری و انتقال به سمت بالا توسط حباب‌ها در تماس نزدیک با هوا یا نیتروژن
3. تشکیل کف پایدار در سطح سلول شناورسازی
4. جداسازی کف ماده معدنی از حمام (سلول شناور)

مدار شناورسازی ساده برای غلظت مواد معدنی:
معرف شناورسازی به مخلوطی از سنگ معدن و آب (به نام خمیر) در یک مخزن تهویه اضافه می‌شوند. سرعت جریان و اندازه مخزن طوری طراحی شده‌است که به مواد معدنی زمان کافی برای فعال شدن بدهد. خمیر نرم‌کننده [۱] از بانکی از سلول‌های خشن تر تغذیه می‌شود که اکثر مواد معدنی مورد نظر را به عنوان کنسانتره حذف می‌کند. پالپ زبرتر [۲] به بانکی از سلول‌های رفتگر می‌رود که در آنجا ممکن است معرف‌های اضافی اضافه شود. کف سلولی جاذب [۳] معمولاً برای درمان اضافی به سلول‌های خشن‌تر بازگردانده می‌شود، اما در برخی موارد ممکن است به سلول‌های پاک‌کننده ویژه‌ای فرستاده شود. خمیر لاشخور معمولاً آنقدر عقیم است که به عنوان دم دور انداخته می‌شود. مدارهای شناورسازی پیچیده‌تر، دارای چندین مجموعه از سلول‌های پاک‌کننده و پاک‌کننده‌تر و آسیاب مجدد خمیر یا کنسانتره هستند.

## مواد شیمیایی شناورسازی

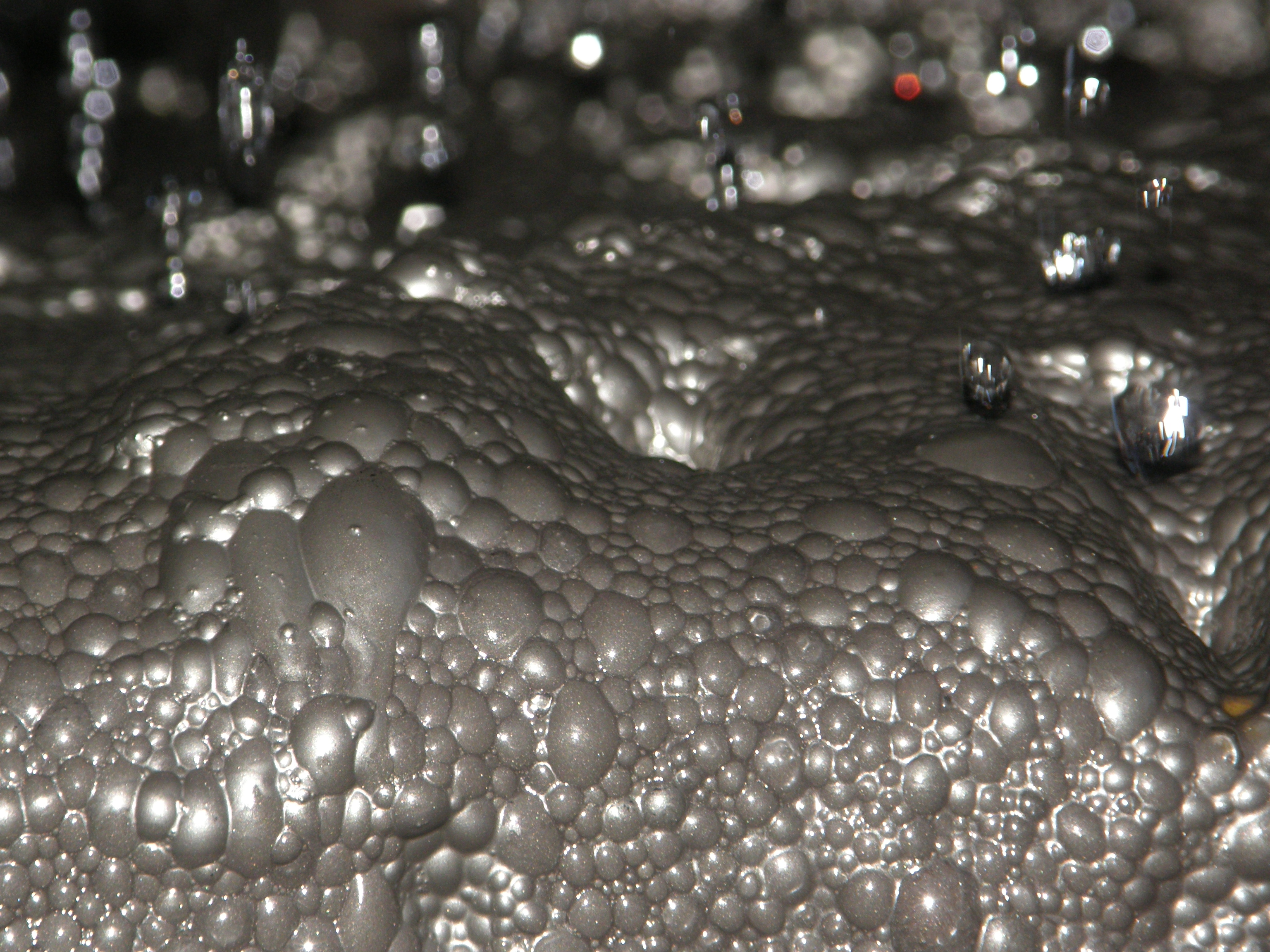
فوم سولفید مس در سلول کف فلوتاسیون

### کلکسیونرها
برای بسیاری از سنگ‌ها (به عنوان مثال آنهایی که از Cu, Mo, W، Ni)، جمع‌کننده لیگاندهای گوگرد آنیونی هستند. نمک‌های زانتات از جمله پتاسیم آمیل زانتات (PAX)، ایزوبوتیل زانتات پتاسیم (PIBX)، پتاسیم اتیل زانتات (KEX)، ایزوبوتیل زانتات سدیم (SIBX)، ایزوپروپیل زانتات سدیم (SIPX)، اتیل گزانتات سدیم (SIPX) محبوب هستند. سایر کلکسیونرها شامل لیگاندهای مبتنی بر گوگرد هستند: سدیم دی‌تیوفسفات، دی تیوکاربامات‌ها. در گروه‌های دیگر جمع‌آوری‌کننده‌ها تیواوره (تیورآ با فرمول شیمیایی CH4N2S یک ترکیب شیمیایی با شناسه پاب‌کم ۲۷۲۳۷۹۰ است. که جرم مولی آن 76.12 g/mol می‌باشد. شکل ظاهری این ترکیب، جامد سفید است) مثل تیوکاربانیلید، از اسیدهای چرب نیز استفاده شده‌است.
برای برخی از مواد معدنی (به عنوان مثال، سیلوینیت برای KCl)، آمین‌های چرب به عنوان جمع‌کننده استفاده می‌شود.
زانتات‌ها(به انگلیسی: Xanthate) به دسته‌ای از نمک‌های شیمیایی گفته می‌شود که دارای فرمول کلی ROCS2-M+ (R = آلکیل; M+ = Na+, K+) است. این دسته از ترکیبات آلی گوگرد عمدتاً رنگی متمایل به زرد یا طلایی دارند و دلیل نامگذاری آنها نیز به زانتات همین است. (عبارت ξανθός [ksantʰós] در زبان یونانی به معنی رنگ زرد یا طلایی است)

### کف کننده‌ها
ترکیبات مختلفی برای تثبیت فوم‌ها اضافه می‌شود. این افزودنی‌ها عبارتند از:
روغن کاج ، الکل‌های مختلف (متیل ایزوبوتیل کاربینول (MIBC))، پلی گلیکول‌ها، زایلنول (اسید کرسیلیک).

### اصلاح کننده‌ها
انواع ترکیبات دیگر برای بهینه‌سازی فرایند جداسازی اضافه می‌شود، این مواد افزودنی اصلاح کننده نامیده می‌شوند. معرف‌های اصلاح‌کننده با سطوح معدنی یا با کلکتورها و سایر یون‌های موجود در خمیر شناورسازی واکنش می‌دهند و در نتیجه واکنش، شناورسازی تغییر یافته و کنترل‌شده ایجاد می‌شود.
- pH برابر تغییر شکل آهک (به عنوان آهک کائو استفاده می‌شود، یا آهک معمولاً به عنوان هیدرات، دوغاب از کلسیم (OH) 2)،[۲۴] خاکستر سودا (سدیم 2 CO 3)، سدیم هیدروکسید (سود)، سولفوریک وهیدروکلریک اسید (H 2 SO 4، HCl) استفاده می‌شود.
- اصلاح کننده‌های یونی شامل فسفات‌ها، سیلیکات‌ها و کربنات‌ها هستند.
- اصلاح کننده‌های آلی شامل غلیظ کننده‌های دکسترین، نشاسته، چسب و کربوکسی متیل سلولز هستند.

### ترکیبات شیمیایی برای جوهر زدایی کاغذ بازیافتی
سیلیکات (SiO۴۴-) یک ترکیب شیمیایی با بار منفی از سیلیسیم است بیشتر سیلیکات‌ها، اکسیدی اند اما علاوه بر آن‌ها، هگزافلوئوروسیلیکات ([SiF۶]۲−) هم گونه‌ای دیگر از سیلیکات‌ها است. این دو دسته تنها گونه‌های سیلیکات‌ها نیستند. بیشتر سیاره‌های سنگی، ماه‌های سنگی، سیارک‌ها و البته پوستهٔ زمین از سیلیکات‌ها ساخته شده‌اند. ماسه، سیمان پورتلند و هزاران کانی در زمین نمونه‌هایی از این ماده‌اند.
- کنترل pH: سیلیکات سدیم و سدیم هیدروکسید
- منبع یون کلسیم  آب سخت، آهک یا کلسیم کلرید
- گردآورنده: اسید چرب ، امولسیون اسید چرب ، صابون اسید چرب یا سیلوکسان[۲۵]

## کاربردهای خاص سنگ معدن
به عنوان مثال، فرایند شناورسازی برای خالص سازی پتاسیم کلرید از سدیم کلرید و مواد معدنی خاک رس، استفاده می‌شود. ماده معدنی خرد شده در حضور نمک‌های آمونیوم چرب، در آب نمک معلق می‌شود، زیرا گروه آمونیوم و K + دارای شعاع یونی بسیار مشابهی هستند (حدود ۰٫۱۳۵، ۰٫۱۴۳ برحسب نانومتر)، مراکز آمونیوم برای جایگاه‌های پتاسیم سطحی روی ذرات KCl، نه ذرات NaCl، مبادله می‌کنند. سپس زنجیره‌های بلند آلکیل (اگر از مولکول آلکان یک اتم هیدروژن جدا کنیم، باقی‌مانده گروه آلکیل نام دارد. فرمول کلی آلکیل‌ها به صورت CnH2n+1 است) آبگریزی را به ذرات می‌بخشد که آنها را قادر به تشکیل کف می‌کند.
| سنگ معدن سولفید                  |                  |             |
| - مس (به استخراج مس مراجعه کنید) | - مس - مولیبدن   | - سرب - روی |
| - سرب-روی-آهن                    | - مس-سرب-روی-آهن | - طلا-نقره  |
| - اکسید مس و سرب                 | - نیکل           | - نیکل-مس   |
| سنگ معدن غیر سولفیدی             |                  |             |
| - فلوریت                         | - تنگستن         | - لیتیوم    |
| - تانتالیوم                      | - قلع            | - زغال سنگ  |